# Landa de Matamoros
Landa de Matamoros é um município do estado de Querétaro, no México.
Landa de Matamoros se localiza na parte norte da entidade, entre as coordenadas geográficas 21º 06'  e 21º 27'  de latitude norte e 99º 03'  à 99º 22'  de longitude oeste.
Conta com uma extensão territorial de 840 km². A cebeceira municipal se encontra a 211 km da capital do estado. Em 1995, Landa de Matamoros contava com uma população de 18,848 habitantes. A atividade principal do município é a agricultura.
O vocabulo «Landa» provém da lígua chichimeca Lan-há que significa "enlameado". Se considera que o atual povoado de Landa de Matamoros foi fundado no século XVII por uma tribo de tarascos do estado de Michoacán que emigraram para o norte do país.
Em 1919 se agrega «Matamoros» em homenagem a Mariano Matamoros, patriota insurgente que viveu na localidade de 1807 a 1808.